# Мокшень правда
Мокшанська правда — газета мокшанською мовою. Виходить в місті Саранськ (Республіка Мордовія) тричі на тиждень. Редактор — Іван Лушкін. Тираж не перевищує 4 тисячі приміринків. Нині — єдина у світі мокшаномовна газета.
Мокшанська Правда — легальна лабораторія мокшанської літературної мови та інкубатор національної інтелігенції.

## Історія
Бере початок з 1921, коли в Москві виникла ерзянська газета «Якстере теште» (Червона Зірка) — частина матеріалів друкувалася мокшанською мовою.
1924, травень — від ерзянської газети «Якстере теште» відокремилася мокшанська редакція, що засвідчило провал проекту створення спільної ерзяно-мокшанської преси, рівно ж як і «мордовського народу».
Перша мокшаномовна газета «Одвеле» («Нове село») виходить у Пензі, згодом — в Саран Ош (Саранськ).
Газета відіграла ключову роль у поновленні мокшанської писемности на кириличній основі, сприяла стабілізації граматичних норм мови, якій була притаманна полідіалектність.
За матеріалами газети «Од веле» готувалися навчальні посібники для мокшанських шкіл, на її сторінках друкувався фольклор (певний час — окремим додатком). 1928 редакція «Од веле» підготувала фольклорну збірку «Мокшеть моронза» (Пісні мокшан).
1928, березень — на базі творів членів редакійного колективу виходить журнал-додаток «Валда ян» (Світла путь"), у якому беруть участь практично всі нові класики мокшанської літ-ри. У 30-их більшість авторів знищено терористичними угрупованнями НКВД СССР, менша — загнана до концтаборів або залякана.
1932, серпень — рішенням Мордовського обкому ВКП(б) газету перейменовано на «Мокшень Правда» (паралельно ерзяномовний офіціоз МАССР отримав назву «Эрзянь Правда»). Вже в самій назві закладено сигнал до слов'янізації мокшанської мови (слово «правда»), прищеплюється відчуття вторинности та її лексичної бідности. В цьому — головне протиріччя національної практики СССР: стимулювання розвитку національної ідентичности паралельно із травмуванням її сутнісних основ. Великоруси кажуть: «одной рукой лечит — другой калечит».
1973 — наклад 8 тис. прим.

## Сучасний стан
Після падіння СРСР — короткий період свободи слова. Після державного перевороту 1994 — під жорстким контролем глави Республіки Мордовія Нікула Меркушкіна.
У 2000-их — рекордно низькі наклади та постійне зменшення кількості передплатників. Така ситуація примусила навіть лояльних мокшан давати різкі оцінки політиці СРСР та РФ. Зокрема, редактор Іван Лушкін свідчить про геноцид мокшан як в СРСР, так і в сучасній РФ:
| "Якщо б не було репресій, війни та інших бід, то мордви на 2134 рік могло б бути 6 мільйонів 237 тисяч чоловік". |

## Відомі особи, які працювали в газеті
- Кріша Пінясов — мокшанський письменник, прозаїк, перекладач та драматург.
- Сергій Ларіонов — мордовський радянський письменник.